# Chile Classic
De Chile Classic is een golftoernooi in Chili en het maakt deel uit van de Web.com Tour. Het toernooi werd opgericht in 2012 en wordt sindsdien telkens gespeeld op de Prince of Wales Country Club in Santiago.
Hert is een strokeplay-toernooi dat gespeeld wordt over vier dagen, dus vier ronden, en na de tweede dag wordt de cut toegepast.

## Geschiedenis
In 2012 werd het toernooi opgericht en de eerste editie werd gewonnen door de Amerikaan Paul Haley II.

## Winnaars
| Jaar | Winnaar       | Score | Score | Info |
| ---- | ------------- | ----- | ----- | ---- |
| 2012 | Paul Haley II | 266   | –22   |      |
| 2013 | Kevin Kisner  | 267   | –21   |      |
| 2014 | Adam Hadwin   | 272   | –16   |      |

| Toernooirecord |  | po = winnaar na play-off |